# Síl nÁedo Sláine
Síl nÁedo Sláine [ˈsʲiːlʲ ˈnaiðo ˈslaːnʲe] es el nombre de los descendientes de Áed Sláine (Áed mac Diarmato), hijo de Diarmait mac Cerbaill. Parte de los Uí Néill del sur— eran los reyes de Brega— reclamaban descender de Niall Noígiallach y su hijo Conall Cremthainne.
Con la posible excepción de Óengus mac Colmáin, todos los reyes Uí Néill descendientes de Diarmait mac Cerbaill pertenecieron al Síl nÁedo Sláine hasta la muerte de Cináed mac Írgalaig en 728. Después, los Uí Néill del sur pasaron a ser dominados por los Clann Cholmáin, más precisamente Clann Cholmáin Már, descendientes de Colmán Már. Solo un miembro del Síl nÁedo Sláine fue Rey Supremo de Irlanda después de 728, Congalach Cnogba, y era nieto y sobrino de reyes de Clann Cholmáin.
Áed Sláine dejó cinco hijos, y de cada uno de ellos descendieron una o más ramas de la parentela.
Los descendientes de Congal mac Áedo Sláine fueron los Uí Chonaing, nombrados por el hijo de Congal, Conaing Cuirre.  Esta rama gobernó en Knowth, la parte del norte de Brega. Entre sus miembros notables se cuentan Cináed mac Írgalaig (Rey Supremo; muerto 728), Cináed mac Conaing (muerto en 851) y Congalach Cnogba (Rey Supremo; muerto 956).
La otra rama principal fue la de Diarmait, que gobernó el sur Brega desde Loch Gabhair. Tomó el nombre de Uí Chernaig por Cernach, hijo de Diarmait. Sus miembros prominentes incluyen Fogartach mac Néill (Rey Supremo; muerto 724) y Conall mac Cernaig (Conall Grant; muerto 718).
De Blathmac, cuyos hijos Sechnassach y Cenn Fáelad fueron ambos Reyes Supremos, descendieron los Uí Chinn Fháelad. De los descendientes de Dúnchad, solo su hijo Fínsnechta Fledach fue una figura significativa. Los Síl nDlúthaig toman su nombre de un hijo de Ailill Cruitire, Dlúthach, pero este fue otro grupo menor .